# Daniel Link
Daniel Link (Córdoba, Argentina, 28 de agosto de 1959) es un escritor y catedrático argentino. Dirige en la Universidad Nacional de Tres de Febrero la Maestría en Estudios Literarios Latinoamericanos y el Programa de Estudios Latinoamericanos Contemporáneos y Comparados y es profesor titular de la cátedra de Literatura del siglo XX en la Universidad de Buenos Aires. Editó la obra de Rodolfo Walsh (El violento oficio de escribir, Ese hombre y otros papeles personales) y publicó, entre otros, los libros de ensayo La chancha con cadenas, Cómo se lee (traducido al portugués), Leyenda. Literatura argentina: cuatro cortes, Clases. Literatura y disidencia, Fantasmas. Imaginación y sociedad y Suturas. Imágenes, escritura, vida, las novelas Los años noventa, La ansiedad, Montserrat y La mafia rusa, las recopilaciones poéticas La clausura de febrero y otros poemas malos y Campo intelectual y otros poemas y su Teatro completo. Su obra ha sido parcialmente traducida al portugués, al inglés, al alemán, al francés, al italiano. Dirige también la revista Chuy y el Diccionario Latinoamericano de la Lengua Española (DILE).

## Trayectoria
Formado originalmente como Profesor de Castellano, Literatura y Latín en el Instituto Superior del Profesorado Dr. Joaquín V. González, su especialización en estudios literarios se produjo en el marco de la gran renovación teórica de los primeros años de la década del 80, como alumno de Enrique Pezzoni y Beatriz Sarlo, mientras comenzaba a trabajar en el espacio editorial: entre 1983 y 1988 fue asesor editorial de Ediciones de la Flor.	
Desde 1990 está a cargo de la Cátedra de Literatura del siglo XX de la carrera de Letras de la Facultad de Filosofía y Letras, Universidad de Buenos Aires.
Entre julio de 1998 y septiembre de 2004 fue editor del suplemento Radar/Libros del diario Página/12. Desde 2007 es columnista de cultura del diario Perfil.
Ha dictado conferencias y cursos de posgrado en las universidades Birkbeck College (Londres, Inglaterra),  Brno (República Checa), Humboldt (Berlín, Alemania), NYU (USA), Olomouc (República Checa), Penn (USA), Princeton (USA), Rosario, Tulane (USA), UFSC, UFF (Brasil) y Valencia (España).
En 2012 creó la Maestría en Estudios Literarios Latinoamericanos en la Universidad de Tres de Febrero, de la que es director, luego el Programa de Estudios Latinoamericanos Contemporáneos y Comparados. 
En julio de 2016 lanzó dos nuevos proyectos: la Maestría en Estudios y Políticas de Género y el Centro Interdisciplinario de Estudios y Políticas de Género.

## Obra
- La lógica de Copi. Buenos Aires, Eterna Cadencia, 2017
- Suturas. Um breviário. Rio de Janeiro, Azougue-Nomadismos, 2015, 192 págs, trad. Marcelo Ríos de Mello y Renato Rezende
- Suturas. Imágenes, escrituras, vida. Buenos Aires, Eterna Cadencia, 2015, 672 págs
- Fantasmas. Imaginación y sociedad. Buenos Aires, Eterna Cadencia, 2015, 448 págs
- La poesía en la época de su reproductibilidad digital. Buenos Aires, eduntref (colección: Cuadernos del Ateneo), 2014, 44 págs
- Exposiciones. Tres novelitas pequeñoburguesas. Buenos Aires, Blatt & Ríos, 2013 (formato e-book)
- Flores de las mil y una noches (Selección y adaptación de Las mil y una noches para 	niños). Buenos Aires, Planta, 2012. 40 págs.
- Scramim, Susana; Link, Daniel y Moriconi, Italo (orgs.). Teoria, poesia, crítica. Rio de Janeiro, 7Letras, 2012. 280 págs.
- Textos de ocasión. Buenos Aires, El cuenco de Plata, 2012, 288 págs.
- Los artistas del bosque. Buenos Aires, Planta, 2011. Edición en formato Kamishibai
- El violento oficio de escribir. Obra periodística de Rodolfo Walsh. Primera edición en España y notas. Madrid, 451 editores, 20113, 556 págs.
- ¿Qué es un autor? de Michel Foucault (Apostillas al texto por Daniel Link). Buenos Aires, El cuenco de plata/ Ediciones Literales, 2010, 88 págs.
- Montserrat. Barcelona, Bruguera, 2010
- Fantasmas. Imaginación y sociedad. Buenos Aires, Eterna Cadencia, 2009, 448 págs.
- La mafia rusa. Buenos Aires, Emecé, 2008.
- El violento oficio de escribir. Obra periodística de Rodolfo Walsh. Segunda edición (corregida y aumentada) y notas. Buenos Aires, Ediciones de la Flor, 20082
- Teatro completo. Buenos Aires, Eloísa cartonera, 2007
- Ese hombre y otros papeles personales de Rodolfo Walsh. Segunda edición (corregida y aumentada) y notas. Buenos Aires, Ediciones de la Flor, 2007
- Montserrat. Novelita por entregas. Buenos Aires, Mansalva, 2006
- Leyenda. Literatura argentina: cuatro cortes. Buenos Aires, Entropía, 2006
- Clases. Literatura y disidencia. Buenos Aires, Norma, 2005
- Caído del cielo (Daniel Link, Carlos Gamerro, Bárbara Belloc, Remo Bianchedi, Guillermo Saccomanno, Pablo Pérez, Martín Kohan y otros). Buenos Aires, la marca, 2004
- Diario de un reciencasado (textos de Daniel Link, fotos de Sebastián Freire).
- Historias de cartas (políticas del campo). Chapecó (Brasil), Unochapecó/ Argos, 2004
- La ansiedad. Novela trash. Buenos Aires, El cuenco de plata, 2004
- Cómo se lee y otras intervenciones críticas. Buenos Aires, Norma, 2003
- El juego de los cautos. La literatura policial de Edgar Poe al caso Giubileo. Buenos Aires, La Marca, 20033 (edición corregida y aumentada)
- Carta al padre  y otros escritos íntimos. Buenos Aires, Belleza y Felicidad, 2002
- Como se lê e outras intervenções críticas. Chapecó, Argos, 2002
- Los años noventa. Novela experimental. Buenos Aires, Adriana Hidalgo, 2001
- La clausura de febrero y otros poemas malos. Buenos Aires, Belleza y Felicidad, 2000
- Literaturas comparadas. La construcción de una teoría. Filología, 29: 1-2 (Buenos Aires: 1999). Volumen a cargo de Daniel Link
- Ese hombre, y otros papeles personales de Rodolfo Walsh. Edición y notas. Buenos Aires, Seix-Barral, 1996, 266 págs.
- El violento oficio de escribir. Obra periodística de Rodolfo Walsh. Edición y notas. Buenos Aires, Planeta, 1995
- La chancha con cadenas. Buenos Aires, del Eclipse, 1994
- Escalera al cielo. Utopías y ciencia ficción. Buenos Aires, La Marca, 1994
- Literator V. La batalla final. Buenos Aires, del Eclipse, 1994
- Literator IV. El regreso. Buenos Aires, del Eclipse, 1993
- El pequeño comunicólogo (ilustrado). Buenos Aires, del Eclipse, 1992
- El juego de los cautos. La literatura policial de Edgar Poe al caso Giubileo. Buenos Aires, La Marca, 1992
- Director de la colección "Cuadernillos de Géneros" (Buenos Aires, La Marca, 1992-2000)
- La voz del otro. Filología, XXIV: 1-2 (Buenos Aires: 1989). Volumen a cargo de Daniel Link y patrocinado por la OEA

## Premios y distinciones
- Premio diario Perfil 2008/2009 en la categoría “Mejor columna de escritores”, 2009.
- Beca Guggenheim de la John Simon Guggenheim Memorial Foundation, 2004.
- Premio Julio Cortázar a Radarlibros como mejor medio gráfico especializado en la difusión de la lectura y la actividad editorial. Cámara Argentina del Libro, 2002
- Premio a la producción científica y tecnológica. Universidad de Buenos Aires, 1995
- Premio a la producción científica y tecnológica. Universidad de Buenos Aires, 1994
- Premio a la producción científica y tecnológica. Universidad de Buenos Aires, 1993